# Europacup I hockey vrouwen 2010
De 37ste editie van de Europacup I (EuroHockey Club Champions Cup) voor vrouwen is erg gewijzigd ten opzichte van de voorgaande edities.
De Europacup I en de Europacup II zijn samengevoegd tot één toernooi naar het voorbeeld van de Euro Hockey League bij de heren. Er wordt gespeeld in twee delen van 2 april tot en met 5 april in Berlijn en van 21 tot en met 23 mei 2010 in het Wagener-stadion in Amstelveen. Het deelnemersveld is uitgebreid naar twaalf teams mee, verdeeld over vier poules. Hockeyclub 's-Hertogenbosch was de titelverdediger en Amsterdam H&BC was winnaar van de Europacup II. Hockeyclub 's-Hertogenbosch won ook deze editie door in de finale het Duitse UHC Hamburg te verslaan.

## Poulewedstrijden

### Vrijdag 2 april 2010
- 13.00 B RC Polo de Barcelona - Grove 3-2 (1-2)
- 15.00 D HC 's-Hertogenbosch - Atasport 4-0 (3-0)
- 17.00 A Olton & West Warwickshire - Volga Telecom 1-0 (0-0)
- 19.00 C Berliner HC - MSC Sumchanka 5-0 (2-0)

### Zaterdag 3 april 2010
- 10.30 B UHC Hamburg - Grove 1-0 (1-0)
- 12.30 D Bowdon Hightown - Atasport 1-2 (0-0)
- 14.30 A Amsterdam H&BC - Volga Telecom 8-0 (3-0)
- 16.30 C Club de Campo - MSC Sumchanka 2-0 (1-0)

### Zondag 4 april 2010
- 10.30 B UHC Hamburg - RC Polo de Barcelona 3-2 (2-0)
- 12.30 D Bowdon Hightown - HC 's-Hertogenbosch 0-5 (0-2)
- 14.30 A Amsterdam H&BC - Olton & West Warwickshire 12-0 (3-0)
- 16.30 C Club de Campo - Berliner HC 3-1 (2-0)

## Uitslag poules

### Uitslag poule A
| Team                         | Pnt | Gespeeld | W | G | V | DV | DT | DS  |
| ---------------------------- | --- | -------- | - | - | - | -- | -- | --- |
| Amsterdam H&BC               | 10  | 2        | 2 | 0 | 0 | 20 | 0  | +20 |
| Olton & West Warwickshire HC | 5   | 2        | 1 | 0 | 1 | 1  | 12 | −11 |
| Volga Telecom                | 1   | 2        | 0 | 0 | 2 | 0  | 9  | −9  |

### Uitslag poule B
| Team                 | Pnt | Gespeeld | W | G | V | DV | DT | DS |
| -------------------- | --- | -------- | - | - | - | -- | -- | -- |
| UHC Hamburg          | 10  | 2        | 2 | 0 | 0 | 4  | 2  | +2 |
| RC Polo de Barcelona | 6   | 2        | 1 | 0 | 1 | 5  | 5  | 0  |
| Grove                | 2   | 2        | 0 | 0 | 2 | 2  | 4  | −2 |

### Uitslag poule C
| Team          | Pnt | Gespeeld | W | G | V | DV | DT | DS |
| ------------- | --- | -------- | - | - | - | -- | -- | -- |
| Club de Campo | 10  | 2        | 2 | 0 | 0 | 5  | 1  | +4 |
| Berliner HC   | 5   | 2        | 1 | 0 | 1 | 3  | 3  | 0  |
| MSC Sumchanka | 1   | 2        | 0 | 0 | 2 | 3  | 7  | −4 |

### Uitslag poule D
| Team                | Pnt | Gespeeld | W | G | V | DV | DT | DS |
| ------------------- | --- | -------- | - | - | - | -- | -- | -- |
| HC 's-Hertogenbosch | 10  | 2        | 2 | 0 | 0 | 9  | 0  | +9 |
| Atasport            | 5   | 2        | 1 | 0 | 1 | 2  | 5  | −3 |
| Bowdon Hightown     | 1   | 2        | 0 | 0 | 2 | 1  | 7  | −6 |

## Tweede ronde

### Maandag 5 april 2010

#### Plaats 9 tot 12
- 10.00 Veld 2 3A Volga Telecom - 3B Grove 1-0 (1-0)
- 10.30 Veld 1 3C MSC Sumchanka - 3D Bowdon Hightown 0-2 (0-0)

#### Kwartfinale
- 12.30 Veld 2 2A Olton & West Warickshire - 1B UHC Hamburg 1-5 (1-3)
- 13.00 Veld 1 2C Berliner HC - 1D HC 's-Hertogenbosch 0-6 (0-4)
- 15.00 Veld 2 1A Amsterdam H&BC - 2B RC Polo de Barcelona 9-0 (4-0)
- 15.30 Veld 1 1C Club de Campo - 2D Atasport 1-2 (1-1)

## Finale rondes

### Vrijdag 21 mei 2010: halve finales
- 16.30 Atasport - UHC Hamburg 1-2 (1-2)
- 19.00 Amsterdam H&BC - HC 's-Hertogenbosch 1-2 (1-1)

### Zaterdag 22 mei 2010: om derde en vierde plaats
- 17.00 Amsterdam H&BC - Atasport 4-1 (1-1)

### Zondag 23 mei: finale
- 10.30 UHC Hamburg - HC 's-Hertogenbosch 0-3 (0-1)

## Kampioen
| EuroHockey Club Champions Cup 2010 (Europacup I 2010) |
| ----------------------------------------------------- |
| HC 's-Hertogenbosch 11de titel                        |